# José Diego Álvarez
José Diego Álvarez Álvarez (Monforte de Lemos, Lugo, 21 de noviembre de 1954) es un exfutbolista español conocido como Diego en el mundo del fútbol. Centrocampista internacional de la Real Sociedad a finales de la década de 1970 y principios de los años 1980.

## Biografía
Diego Álvarez nació en la localidad gallega de Monforte de Lemos, pero siendo muy niño emigró con su familia a la localidad vasca de Éibar. Fue aquí donde comenzó a jugar al fútbol. Su primer equipo fue la SD Eibar, donde debutó en la temporada 1971-72 en la Tercera división española. 
En 1974 fue fichado por la Real Sociedad de Fútbol, uno de los principales equipos de la región. Su debut en la Primera división española se produjo cuando aún no había cumplido 20 años, el 7 de septiembre de 1974 y ante el Fútbol Club Barcelona.
Diego jugaría 11 temporadas en la Real Sociedad, siendo este el único equipo profesional de su carrera. Se trataba de un centrocampista de corte más bien defensivo, aunque solía marcar unos pocos goles casi todos los años. Su estancia en la Real Sociedad coincidió con la mejor época del club. Formó parte de la mejor generación de futbolistas de la historia de este club, junto con otros mitos como Luis Miguel Arconada, Jesús María Zamora, Roberto López Ufarte, Jesús María Satrústegui o Periko Alonso, entre otros; ante los cuales su figura queda parcialmente eclipsada.
Sin embargo, Diego fue uno de los puntales de aquella Real Sociedad con un puesto casi fijo en el medio campo del equipo titular realista entre 1975 y 1983. Su bagaje contempla 349 partidos oficiales con la Real Sociedad (263 de ellos en la Primera división española) y 23 goles (16 en Liga).
Diego logró el subcampeonato de Liga de 1979-80, en el año en el que la Real batió un récord de imbatibilidad todavía vigente en la Liga española. Su excelente papel le valió ser convocado por la selección española aquel año.
En las temporadas siguientes logró los títulos de Liga de 1980-81 y 1981-82. Fue una pieza importante del equipo bicampeón, disputando 33 y 31 partidos y marcando 3 y 1 goles; respectivamente aquellas temporadas. También ganó la Supercopa de España de 1982, la primera vez que se disputó este torneo y alcanzó las semifinales de la Copa de Europa en la temporada 1982-83.
A partir de 1983 su estrella comenzó a declinar y la temporada 1984-85 estuvo prácticamente inédito (solo jugó 2 partidos). Se retiró del fútbol al finalizar aquella campaña, con 30 años y medio de edad.
También disputó en 1979 un partido amistoso con la Selección del País Vasco ante Bulgaria.

### Selección nacional
Ha sido internacional con la Selección nacional de fútbol de España en 1 ocasión, sin llegar a marcar un gol. Con anterioridad fue internacional sub-23 en 1979.
Su único partido como internacional fue en Barcelona el 26 de marzo de 1980 en el amistoso España 0-2 Inglaterra.
Fue convocado para la disputa de la Eurocopa de fútbol 1980, pero no llegó a disputar un solo minuto en aquella competición.

## Clubes
| Club          | País   | Año       |
| ------------- | ------ | --------- |
| SD Eibar      | España | 1971-1974 |
| Real Sociedad | España | 1974-1985 |

## Títulos

### Campeonatos nacionales
| Título    | Club          | País   | Año  |
| --------- | ------------- | ------ | ---- |
| Liga      | Real Sociedad | España | 1981 |
| Liga      | Real Sociedad | España | 1982 |
| Supercopa | Real Sociedad | España | 1982 |